# Simon Kvamm

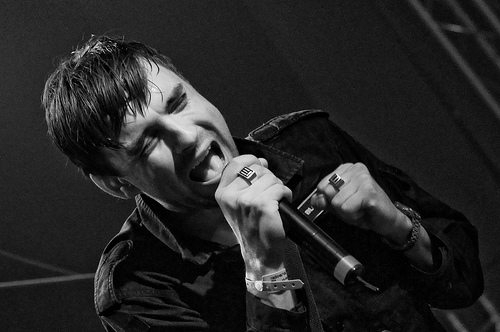
Simon Kvamm, 2008

Simon Kvamm (* 18. Februar 1975 in Silkeborg, Dänemark) ist ein dänischer Rocksänger, bekannt als Frontmann der Gruppe Nephew.
Simon ist der Sohn von Janus und Elizabeth Kvamm und hat einen vier Jahre jüngeren Bruder Stefan. Sein Großvater väterlicherseits war Färinger und stammt aus Gøta. Nach dem Gymnasium in Silkeborg ging er auf die Universität Århus, wo er Musikwissenschaft studierte.
In Århus gründete Simon Kvamm 1996 die Band Nephew, die heute zu den bekanntesten Bands in Dänemark gehört. Als Frontmann der Band spielt er auch Keytar bzw. Gui-Board, ein gitarrenähnliches Keyboard.
Musikwissenschaft war aber nicht so sehr seine Sache, und daher wechselte er Ende der 1990er zur Danmarks Journalisthøjskole (Dänemarks Journalistenhochschule in Århus). 2001 bekam er einen Job bei Danmarks Radio und zog nach Kopenhagen. Hinter und vor der Kamera war er an der Produktion einiger erfolgreicher Serien beteiligt, u. a. als Gastgeber der Satiresendung Drengene fra Angora.
Unterdessen geht die Arbeit mit Nephew weiter. 2007 wurden Nephew in sechs Kategorien zum Danish Music Awards (DMA) nominiert, Kvamm selber als bester Sänger und bester Songschreiber.